# فولكسدويتشر زيلبستشوتس

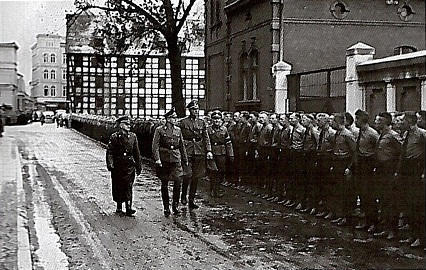
عمدة برومبرج فيرنر كامبي النازي مع جوزيف ماير ولودولف فون ألفينسليبن، زعيم Selbstschutz في بوميرانيا، أثناء تفقده لفولكسديتشر سيلبستشوتز في عام 1939

فولكسدويتشر سيلبستشوتز كانت ميليشيا حماية ذاتية عرقية ألمانية ، وهي منظمة شبه عسكرية تتألف من أشخاص من العرق الألماني (فولكسدوتشه) تم حشدها من بين الأقلية الألمانية في بولندا. عملت فولكسديتشر سيلبستشوتز قبل وأثناء المراحل الأولى من الحرب العالمية الثانية في النصف الغربي من بولندا  وكانت مسؤولة عن المذابح التي ارتكبت بحق البولنديين الإثنيين وشاركت فيها، وشاركت فيها قوات الأمن الخاصة كذلك.

## خلفية
طوال فترة ما بين الحربين العالميتين، تم نشر كتائب فولكسدويتشر سيلبستشوتز من قبل المخابرات الألمانية، ليس فقط في الجمهورية البولندية الثانية المشكلة حديثًا ولكن أيضًا في تشيكوسلوفاكيا. تم تسليحهم بالأسلحة والذخيرة المهربة من ألمانيا، قاتلوا على الجانب الألماني من الصراع البولندي/الألماني بالفعل في عام 1921. كلا من فولكسديتشر سيلبستشوتز وفريكوربس أرسلت مرتزقة لمحاربة أنصار البولنديين في انتفاضة سيليزيا الثالثة من أجل السيطرة السياسية من سيليزيا العليا. عمل الطابور الخامس في فولكسديتشر سيلبستشوتز على تعليم الألمان العرقيين محليًا، بينما كانت الاستعدادات جارية في أماكن أخرى، خاصة في أواخر ثلاثينيات القرن الماضي. ارتكب الكوماندوس لفولكسديتشر سيلبستشوتز في أعمال إرهابية في صيف عام 1938 ضد الإدارة التشيكية في السويدت. في فترة ما بين الحربين، وشملت منظمات الأقليات الألمانية في بولندا Jungdeutsche Partei (حزب الشباب الألماني)، دويتشه VEREINIGUNG (الولايات الألمانية)، دويتشر Volksbund (اتحاد الشعوب الألمانية) و دويتشر Volksverband (الشعوب الألمانية المتحدة). كلهم تعاونوا بنشاط مع ألمانيا النازية في التجسس ضد بولندا والتخريب والاستفزاز والتلقين السياسي. حافظوا على اتصال وثيق مع وتوجيه من الحزب النازي، Auslandsorganisation (منظمة الشؤون الخارجية)، غستابو (الشرطة السرية)، الشرطة الامنية (خدمة الأمن) وأبوهر (الدفاع). تشير التقديرات إلى أن 25٪ من الأقليات الألمانية في بولندا كانوا أعضاء في هذه المنظمات.
بحلول أكتوبر عام 1938، كان وكلاء الشرطة الأمنية من ألمانيا قد نظموا تشكيلات فولكسديتشر سيلبستشوتز في بولندا.  تم تدريب الألمان ذوي الأصول البولندية في الرايخ الثالث على مختلف أساليب التخريب وتكتيكات حرب العصابات. قبل بدء الحرب، قام نشطاء سيلبستشوتز من بولندا بتجميع قوائم البولنديين الذين ستتم إزالتهم أو إعدامهم في عملية تانينبرج. تم توزيع القائمة على فرق الموت النازية باسم كتاب الادعاء الخاصة في بولندا. Sonderfahndungsbuch Polen).

## التاريخ
مباشرة بعد غزو بولندا في 1 سبتمبر 1939، انخرطت شركة فولكسديتشر سيلبستشوتز في هجمات ضد السكان البولنديين والجيش، ونفذت عمليات تخريب لمساعدة الألمان على التقدم عبر الدولة البولندية. في منتصف سبتمبر، تم تنسيق الأنشطة الفوضوية إلى حد كبير لهذه المنظمة من قبل ضباط قوات الأمن الخاصة. تم تعيين غوستاف بيرغر المسؤول عن المنظمة. تم تعيين قادة المنطقة من الجيش في المناطق المحتلة في بروسيا الغربية وسيلسيا العليا ووارثيجاو.
بينما اقتصرت قيادة قوات الأمن الخاصة على الإشراف على العمليات، ظلت الوحدات المحلية تحت سيطرة الألمان العرقيين الذين أثبتوا التزامهم في بداية الحرب. نظمت فولكسديتشر سيلبستشوتز معسكرات الاعتقال للبولنديين. تم تأسيسها في أماكن أقامت فيها وحدات الشرطة الفيرماخت والشرطة الألمانية معسكرات. كان هناك 19 مثل هذه المعسكرات في الأماكن التالية: بيدغوز (برومبرج)، Brodnica (ستراسبورغ)، خيلمنو (كولم)، Dorposz Szlachecki ، Kamień Krajeński ، Karolewo ، Lipno (ليب)، Łobżenica ، NAKLO (Nakel)، نوفي Wiec (قرب سكارشيفي)، Nowe (أكثر من فيستولا)، Piastoszyn ، Płutowo ، Sępólno كراجينسكي، Solec كويافسكي (Schulitz)، توكولا (Tuchel)، Wąbrzeźno (Briesen)، Wolental (قرب Skórcz)، Wyrzysk (Wirsitz). قتل غالبية البولنديين المسجونين في تلك المعسكرات (التي تتكون من رجال ونساء وشباب) بوحشية. 

## التطهير العرقي
بعد الغزو الألماني لبولندا، عملت Selbstschutz مع أينزاتسغروبن للقيام بمذابح ضد البولنديين. شاركت Selbstschutz في أول إجراء للقضاء على المثقفين البولنديين، جرائم القتل الجماعي في بيينيتسا، والتي قُتل خلالها ما بين 12000 إلى 16000 مدني. كانت Intelligenzaktion  بمثابة خطة للقضاء على جميع المثقفين البولنديين وقيادة بولندا في البلاد. تمت هذه العمليات بعد فترة وجيزة من سقوط بولندا، واستمرت من خريف عام 1939 وحتى ربيع عام 1940 ؛   60000 من ملاك الأراضي والمدرسين ورجال الأعمال والعاملين الاجتماعيين، وقدامى المحاربين في الجيش وأعضاء المنظمات الوطنية والكهنة والقضاة والناشطين السياسيين قُتلوا في 10 أعمال إقليمية. استمرت عمليات الاستخبارات من خلال العملية الألمانية AB-Aktion في بولندا.
بحلول 5 أكتوبر 1939، في غرب بروسيا وحدها، كانت فولكسديتشر سيلبستشوتز تحت قيادة Ludolf von Alvensleben 17667 رجلاً قويًا، وكان قد أُعدم بالفعل 4,247 بولنديًا، في حين اشتكى Alvensleben لضباط فولكسديتشر سيلبستشوتز من قلة عدد البولنديين الذين تم إطلاق النار عليهم. (ذكر الضباط الألمان أنه تم «تدمير» جزء صغير فقط من البولنديين في المنطقة حيث بلغ إجمالي عدد الذين أُعدموا في بروسيا الغربية خلال هذا الإجراء حوالي 20.000. قال أحد قادة فولكسديتشر سيلبستشوتز، فيلهلم ريتشاردت، في معسكر كاروليو (كارلهوف) إنه لا يريد بناء معسكرات كبيرة للبولنديين وإطعامهم، وإنه لشرف لي أن يُخصب البولنديون الأرض الألمانية بجثثهم. كانت هناك معارضة ضئيلة أو عدم وجود حماس لأنشطة فولكسديتشر سيلبستشوتز بين المشاركين في هذا العمل. كان هناك حتى حالة حيث تم إقالة قائد فولكسديتشر سيلبستشوتز بعد أن فشل في حساب جميع البولنديين المطلوبين، وتبين أنه أعدم «فقط» 300 بولندي.

## بعد فتح بولندا
حلت المنظمة في 26 نوفمبر 1939، لكن استمرت هذه العملية حتى ربيع عام 1940. من بين الأسباب لحلها كانت حالات الفساد الشديد والسلوك غير المنضبط والصراعات مع المنظمات الأخرى. تم توجيه الأعضاء للانضمام إلى شوتزشتافل وغيستابو بدلاً من ذلك. في صيف عام 1940، تم تشكيل كتائب سوندرديان الجديدة بدلاً من Selbstschutz. كان وجود منظمة شبه عسكرية كبيرة من الألمان العرقيين يحملون الجنسية البولندية التي تورطت في مذابح واسعة النطاق من البولنديين وساعدت في الهجوم الألماني على بولندا في وقت لاحق كأحد أسباب طرد الألمان بعد الحرب.  وفقًا للباحث الألماني ديتر شينك، تم التعرف على حوالي 1701 عضوًا سابقًا من فولكسديتشر سيلبستشوتز الذين ارتكبوا فظائع جماعية في ألمانيا ما بعد الحرب. ومع ذلك، لم يكن هناك سوى 258 حالة من التحقيقات القضائية، وتم إلغاء 233 منها. فقط عشرة أعضاء فولكسديتشر سيلبستشوتزحكمتتعليهم المحاكم الألمانية. وقد وصف شينك هذا الموقف بأنه «عار لعلى ظام المحاكم الألمانية».